# Norne (langue)
Pour les articles homonymes, voir Norne.

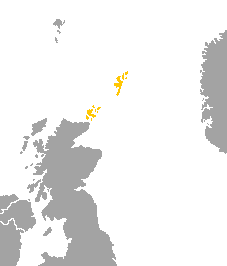
Îles où la langue normande était historiquement parlée.

Le norne est une langue morte scandinave qui était parlée jadis dans les Shetland et les Orcades, au large de la côte septentrionale de l'Écosse et dans le Caithness. Après la restitution de ces îles à l'Écosse par la Norvège au XVe siècle, l'usage du norne a été entravé par le gouvernement écossais et par l'Église d'Écosse, et cette langue a peu à peu cédé la place au scots.
On ne sait pas précisément à quand remonte l'extinction du norne. Il semble que quelques personnes parlaient encore la langue au XIXe siècle, mais il apparaît probable que le norne s'est éteint au XVIIIe siècle. On retrouve des formes de norne dans les dialectes scots et anglais écossais parlés sur ces îles aujourd'hui encore.
On a aussi parlé des dialectes de norne en Écosse continentale — par exemple dans le Caithness — mais ceux-ci ont disparu des siècles avant l'extinction du norne dans les Orcades et les Shetland. C'est la raison pour laquelle certains linguistes parlent de « norne de Caithness », tandis que d'autres ne font pas de distinction. Le « norne de Caithness » est moins connu que le norne des Orcades et des Shetland. Relativement peu écrit, le norne a survécu. On a retrouvé notamment dans cette langue une version du Notre Père, ainsi que des ballades et des documents officiels tels que des diplômes, et quelques inscriptions runiques.

## Classification et langues liées
Le norne est une langue indo-européenne qui appartient aux langues scandinaves de la branche des langues germaniques. Comme le féroïen, l'islandais et le norvégien, il fait partie du groupe des langues scandinaves occidentales, par opposition aux langues scandinaves orientales que sont le suédois et le danois. 
Des analyses récentes permettent de diviser les langues scandinaves en deux groupes : un scandinave insulaire et un scandinave continental, qui regroupe le norvégien avec le suédois et le danois, dans la mesure où cette langue a été influencée au fil des siècles par ses voisines, et notamment par le danois, et a divergé du féroïen et de l'islandais. 
Le norne est généralement considéré comme proche du féroïen, avec lequel il a de nombreuses similitudes d'ordre grammatical et phonologique.

## Sons
La phonologie du norne ne peut être déterminée de manière certaine en raison du manque de sources matérielles, mais l'on peut se livrer à des extrapolations liées aux quelques sources écrites qui demeurent. Le norne partage des caractéristiques avec les dialectes du sud-ouest de la Norvège. Cela inclut le voisement de /p, t, k/ en [b, d, g] avant ou entre des voyelles et une conversion de /θ/ et /ð/ (respectivement "thing" anglais et "that" anglais) respectivement en [t] et [d].

## Grammaire
Les éléments de la grammaire du norne étaient très similaires aux autres langues scandinaves. Ainsi, il y avait deux nombres, trois genres et quatre cas (le nominatif, l'accusatif, le génitif et le datif). Les deux principales conjugaisons de verbes au présent et au passé se faisaient, comme dans les autres langues scandinaves, avec un suffixe.

## Un exemple de norne
Guðen dag - bonjour 
Hvarleðes hever du dað? - comment vas tu ?
Eg hev dað gott, takk, og du? - je vais bien, merci, et toi ?
Hvat heder du? - comment tu t'appelles ?
Eg hedi ... - je m'appelle ...
Hvaðan ert du? - d'où viens tu ?
Eg er ur Hjetlandi - je viens des Shetland.

## Autre
- Dans la série de jeux vidéo de vie artificielle Creatures, Norn est un nom donné aux créatures élevées par le joueur, en hommage au norne.